# Bayerischer Wald
Der Bayerische Wald oder Bayerwald ist ein etwa 100 km langes und bis 1456 m ü. NHN hohes Mittelgebirge in Bayern an der Grenze zwischen Deutschland und Tschechien. Der größte Teil davon liegt im Regierungsbezirk Niederbayern. Der Nordteil gehört zur Oberpfalz, im Süden reicht der Bayerwald bis zur Grenze Oberösterreichs.
Geologisch und geomorphologisch gehört er zum Böhmerwald – dem höchsten Rumpfgebirge des Böhmischen Massivs – und wird von diesem namentlich seit etwa 1830 unterschieden, als das Gebiet nach Einverleibung der Hochstifte Regensburg und Passau durchgehend bayerisch geworden war.
Entlang der tschechischen Grenze wurde das Gebirge zum Nationalpark Bayerischer Wald umgewidmet, dessen dichter Bewuchs sich langsam zu einem bodenständigen Urwald entwickelt. Das Schutzgebiet weist mehrere Informationszentren und ein Netz von Wanderwegen auf und setzt sich jenseits der Grenze im größeren Nationalpark Böhmerwald (Šumava) fort.

## Übersicht
Der Bayerische Wald bildet zusammen mit dem sich nordwestlich, jenseits der Cham-Further Senke anschließenden Oberpfälzer Wald sowie dem südlich von Passau und jenseits der Donau gelegenen Neuburger Wald das größte zusammenhängende Waldgebiet Bayerns und dieses zusammen mit dem Böhmerwald (tschechisch Šumava) und dem Sauwald (südöstliche Fortsetzung nach Oberösterreich) eines der größten Europas.
Der Bayerische Wald wird hauptsächlich vom Regen und der Ilz zur Donau entwässert, ein kleiner Teil in Grenznähe zu Tschechien wird über die Moldau zur Elbe entwässert.
Die höchsten Berge des Bayerischen Waldes sind der Große Arber mit 1456 m und der Große Rachel (1453 m). Im Ostteil des Gebirges entstand 1970 Deutschlands erster Nationalpark, der Nationalpark Bayerischer Wald. Er wurde 1997 erweitert und bildet zusammen mit Tschechiens Nationalpark Šumava eines der größten Schutzgebiete Europas.
In älteren kartografischen und lexikalischen Werken umfasst der Begriff „Bayerischer Wald“ nur die Gebirgsregion des Vorderen Waldes zwischen Donau und Regen, der seine höchste Erhebung im Einödriegel hat. Der Hintere Wald (zwischen Regen und böhmischer Grenze) mit den Bergen Arber, Rachel, Lusen u. a. galt früher als Teil des Böhmerwaldes. Der Sprachgebrauch der deutsch-bayerischen Behörden, der Fremdenverkehr, aber auch der frühere Eiserne Vorhang trugen dazu bei, dass der Begriff „Bayerischer Wald“ zunehmend auf die gesamte Mittelgebirgsregion diesseits der Grenze zwischen Bayern und Böhmen ausgedehnt wurde. Infolge der politischen Entwicklungen nach 1989, zuletzt mit dem Beitritt Tschechiens zum Schengenraum, ist aber der Trend erkennbar, das Mittelgebirge an der deutsch-tschechischen Grenze gerade auch in touristischer Hinsicht wieder als eine Einheit aufzufassen.
Der Tourismus hat im Bayerischen Wald einen hohen Stellenwert. Zwischen Natur, Wandern und Forstkultur gibt es auch mehrere Skigebiete. Ferner ist der Bayerische Wald bekannt für seine Glasbläserkunst im Raum Zwiesel sowie in den Geowissenschaften durch die Fundamentalstation Wettzell bei Bad Kötzting.
Die Einheimischen bezeichnen den Bayerischen Wald schlicht als „Woid“ und nennen sich selbst „Waidler“.

### Geomorphologie
Das Kerngebiet des Bayerischen Waldes (im weiteren Sinne) gliedert sich in den Hinteren Bayerischen Wald im Zentrum des Böhmerwaldes, die Regensenke und den Vorderen Bayerischen Wald. Hinzu kommen die Abdachungen der beiden Haupthöhenzüge nach Südosten und die des Vorderen nach Nordwesten. Fast alle kammartigen Höhenzüge verlaufen von Nordwesten nach Südosten; nachfolgend werden die wichtigsten Teillandschaften grob nach naturräumlichen und insbesondere geomorphologischen Gegebenheiten charakterisiert:

#### Hinterer Bayerischer Wald und Regensenke
Das Zentrum des Böhmerwaldes liegt zwischen Zwiesel im Westen und Vimperk im tschechischen Osten. Es handelt sich um eine reliefarme Plateaufläche, die fast überall oberhalb 1000 m liegt. Nach Nordwesten, zum Großen Falkenstein (1315 m) hin, steigt die Reliefenergie an; jenseits der Talung des Großen Regens wird diese Linie kamm- bis gratartig ins Künische Gebirge fortgesetzt mit Seewand/Zwercheck (bis 1343 m) und Osser (bis 1293 m), die unmittelbar an der deutsch-tschechischen Grenze liegen. Der niedrigere Fahrenberg (893 m) leitet schließlich zum Hohen Bogen (bis 1079 m) über, der in die Cham-Further Senke ausläuft.
Seine höchsten Höhen erreicht das Mittelgebirge jedoch auf einer zweiten Kammlinie, die südwestlich vom Hauptkamm versetzt ist und ebenfalls von Nordwest nach Südost streicht. Der Arber (bis 1456 m) hat nach Norden durch einen Bergrücken Verbindung zur Seewand; nach Nordwesten wird seine Kammlinie über das Schwarzeck (1236 m) bis zum Kaitersberg (1133 m) fortgesetzt; die obere Talung des Weißen Regen, der sogenannte Lamer Winkel, trennt diesen Kamm von dem des Künischen Gebirges. Vom Arber aus nach Südosten ist dieser Riegel zunächst durch das Zwieseler Becken mit der Stadt Zwiesel unterbrochen, jedoch liegen auf seiner Linie, jenseits des Beckens, mit Rachel (bis 1453 m), Lusen (1373 m) und Dreisesselberg (1333 m) weitere der höchsten Berge des Bayerischen Waldes wie auch des Böhmerwaldes insgesamt. Fortgesetzt wird der Kamm außerbayerisch, an der Grenze Tschechiens zu Österreich, durch Plöckenstein (1379 m) und Hochficht (1338 m)
Das Zellertal, das sich von Bad Kötzting über Bodenmais und nordöstlich Langdorfs bis Bettmannsäge zieht und sich im Relief andeutungsweise bis Spiegelau verlängert, trennt schließlich eine dritte, etwas niedrigere Kammlinie ab, die den Hinteren Bayerischen Wald nach Südwesten abschließt. Unmittelbar südwestlich dieser Senke zieht sich die Rand-Kammlinie vom Wurzer Spitz (817 m) über den Weigelsberg (898 m) und den Wolfgangriegel (876 m) zum Kronberg (984 m) und, hinter dem Tal des Schwarzen Regen, über den Eschenberg (1043 m) bis zum Kreuzberg (788 m) bei Oberkreuzberg.
An diesen dritten Kamm grenzt nach Südwesten die Hügellandschaft der Regensenke. Hier liegen am Lauf des Schwarzen Regen viele der wichtigsten Orte des inneren Bayerischen Waldes wie Viechtach, Teisnach und  Regen sowie, weiter südöstlich, Rinchnach und Kirchdorf im Wald. Im Durchschnitt etwa mittig durchzieht der Pfahl die Senke in ihre hercynische Hauptrichtung.

#### Vorderer Bayerischer Wald
Südwestlich der Regensenke schließt sich der bis 1121 m hohe Vordere Bayerische Wald an, dessen Kamm ebenfalls grob südostwärts verläuft, der allerdings deutlich in Einzelhöhenzüge gegliedert ist, die jeweils eine abweichende Kammrichtung aufweisen.
Den äußersten Nordwesten nehmen die Elisabethszeller Berge bei Elisabethszell ein, deren Kammrichting nach Südsüdosten weist. Sie erreichen am Hadriwa 922 m. Unmittelbar östlich schließen sich die Hirschensteinberge mit analoger Kammrichtung an. Ausgehend von der Zeller Höhe (850 m), dem nördlichsten Berg des Vorderen überhaupt, reicht dieser Höhenzug bis zum Hirschenstein (1092 m). Südöstlich des Hirschenstein liegt der Vogelsangwald mit dem Vogelsang (1022 m), der aus nur einem, von Nord nach Süd ausgerichteten Rücken besteht. Auf der nördlichen Verlängerung dieses Kammes und bereits in der Regensenke liegt der Hornbergwald, der am Abendberg 844 m erreicht und somit das Innere der Senke deutlich überragt.
Unmittelbar östlich des Vogelsang verläuft, von Norden nach Süden, am auch den Hornbergwald östlich rahmenden Kollbach-Teisnach-Talzug die Graflinger Paßsenke zwischen Gotteszell im Norden und Grafling im Süden. Sie stellt den markantesten Einschnitt des Vorderen Bayerischen Waldes dar und wird von der Bundesstraße 11 auf maximal 583,7 m passiert. Unmittelbar östlich davon ragt in den Riegelbergen mit dem Einödriegel (1121 m) nördlich und dem Breitenauriegel (1116 m) südlich des Zentrums der Höhenschwerpunkt des Vorderen Bayerischen Waldes auf. Südlich davon und durch die Staatsstraße St 2135 getrennt zieht sich eine Kette von Kuppen, die Haussteinberge und der Leopoldswald, nach Osten. Der Hausstein erreicht 917 m, der Fürberg im äußersten Osten immerhin noch 880 m.
Auch der südlichste Teilgebirgszug, der Sonnenwald, ist eine von Westen nach Osten verlaufende Kette von einzelnen Kuppen; er ist südwestlich des Fürbergs nur durch einen schmalen Rücken mit dem Leopoldswald verbunden. Westlich der Mitte erreicht der Brotjacklriegel noch einmal 1011 m, östlich davon der Aschenstein 944 m; auch die westlichen und östlichen Randberge des Zugs erreichen noch deutlich über 800 m. Südlich des Brotjacklriegels rahmt der isolierte Stierberg (716 m) südwestlich von Zenting den Lallinger Winkel (s. u.) markant von Osten; er wird gemeinhin bereits zum Passauer Vorwald (s. u.) gezählt.

#### Falkensteiner Vorwald
Den äußersten Westen des Bayerischen Waldes nimmt der an den Vorderen westlich anschließende Falkensteiner Vorwald ein. Er hat ein unspektakuläres, buckeliges Relief. Von den wenigen die 700 m überschreitenden Bergen ist der Gallner (709 m) der spektakulärste. Er liegt unmittelbar westlich der Elisabethszeller Berge und ist noch vom Relief des Vorderen Bayerischen Waldes geprägt. Noch höher, aber deutlich weniger prominent sind eine namenlose Anhöhe nordwestlich von Zinzenzell mit 720 m und eine südöstlich von Wiesenfelden mit 740 m. Im donaunahen Süden, im  Waxenberger Forst, erreicht der Kobelberg (703 m) noch knapp diese Höhenschwelle.
Zwischen Roding und Wiesent wird der Falkensteiner Vorwald zentral durch eine nur leicht eingetiefte Senke geteilt, die dem südsüdwestlichen Lauf des Regen bei Roding folgt. Im Norden wird sie vom Perlbach und im Süden von der Wiesent genutzt. Westlich dieser Senke ist der Hadriwa mit 677 m die höchste Erhebung. Alle bislang genannten Berge bis auf den Gallner liegen rund um den namensgebenden Markt Falkenstein.
Der Westteil des Vorwaldes geht im Süden fließend und noch diesseits des Regen in die Juragesteine der Fränkischen Alb über; unmittelbar an der Gesteinsgrenze liegt Regenstauf. Unterhalb von Nittenau durchbricht der Regen eindrucksvoll den Vorwald in einem 90°-Knie und diversen kleineren Schleifen. „Hauptberg“ dieses im Relief bewegteren Landschaftsteils ist der Jugendberg (611 m) unmittelbar südwestlich Nittenaus, spektakulärer sind allerdings die Hänge des 564 m hohen Gailenbergs unmittelbar im Regenknie. Auf der rechten, westlichen Regenseite erreicht der Schwarzberg unmittelbar östlich von Maxhütte-Haidhof noch 538 m.
Im Norden des Westteils des Falkensteiner Vorwaldes findet sich noch ein zweites, etwas weniger markantes Regendurchbruchstal: Das Reichenbacher Regental beginnt unmittelbar am Regenknick unterhalb Rodings, durchzieht Walderbach und endet unmittelbar unterhalb Reichenbachs. Demgegenüber gehört der weiter gefasste Regentalabschnitt zwischen beiden Durchbrüchen von Treidling bis zur Kernstadt Nittenaus, ebenso wie das Rodinger Regental, zum angrenzenden Oberpfälzischen Hügelland, während der Talabschnitt bei Cham zur Cham-Further Senke gezählt wird.

#### Südöstlicher Bayerischer Wald
Südöstlich an Regensenke und Vorderen Bayerischen Wald anschließend setzt sich die Landschaft durch den Passauer Vorwald im historischen Abteiland fort, der insgesamt nur wenig mehr Reliefenergie aufweist als die Regensenke. Im Norden der Landschaft liegen Grafenau und Freyung, im Süden setzt sich die Landschaft südlich der Donau zwischen Vilshofen und Passau durch den Neuburger Wald fort. Im Osten, etwa ab Waldkirchen, geht das Abteiland in die Wegscheider Hochfläche über, die sich fließend ins Mühlviertel Oberösterreichs fortsetzt. Diese erreicht am Frauenwald 948 m. Nach Westen geht der Passauer Vorwald südlich des Hinteren Bayerischen Waldes in den gegenüber seinen nördlichen und nordöstlichen Randbergen um 400 m eingetieften Lallinger Winkel (Deggendorfer Vorwald) über.

### Restlinge und Arten der Verwitterung
In vielen geologischen Einheiten, wo der Granit vorherrscht, findet man freilegende, an den Ecken abgerundete große Felsblöcke. Sie werden Restlinge (fälschlich auch Findlinge) genannt. Die allmähliche Abrundung erfolgt, weil die Verwitterung an den Ecken der Blöcke stärker wirkt als an den Flächen. In der Geologie wird sie auch Wollsackverwitterung genannt.
Manche Felsblöcke sind noch stärker gerundet, etwa in der Form eines Ellipsoids. Sie kann auch durch Druckentlastung entstehen, wenn das Gestein an die Erdoberfläche kommt. Diese gerundeten bzw. manchmal sogar kugelähnlichen Felsblöcke finden sich auch im Mühl- und Waldviertel sowie in anderen Gebieten des Böhmischen Massivs.

### Geologische Struktur

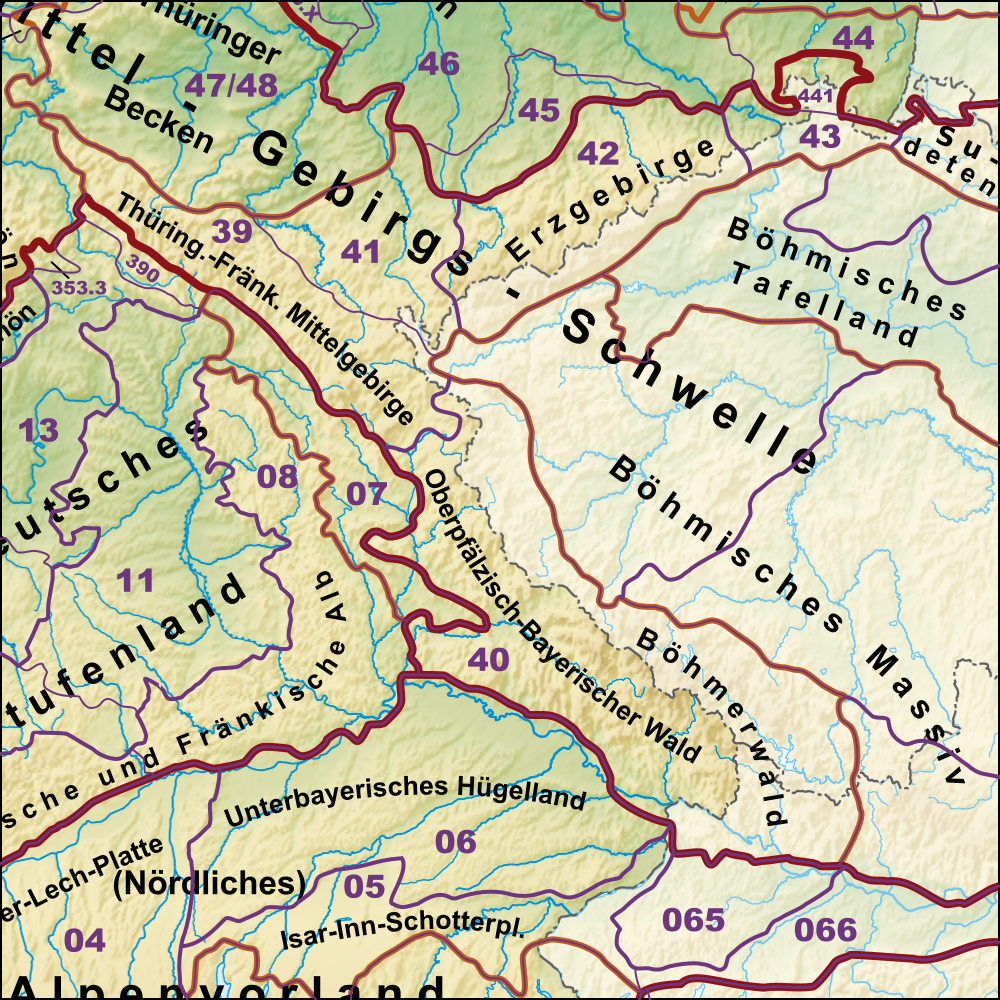
Die Haupteinheitengruppe Oberpfälzisch-Bayerischer Wald (40) und seine Nachbarlandschaften

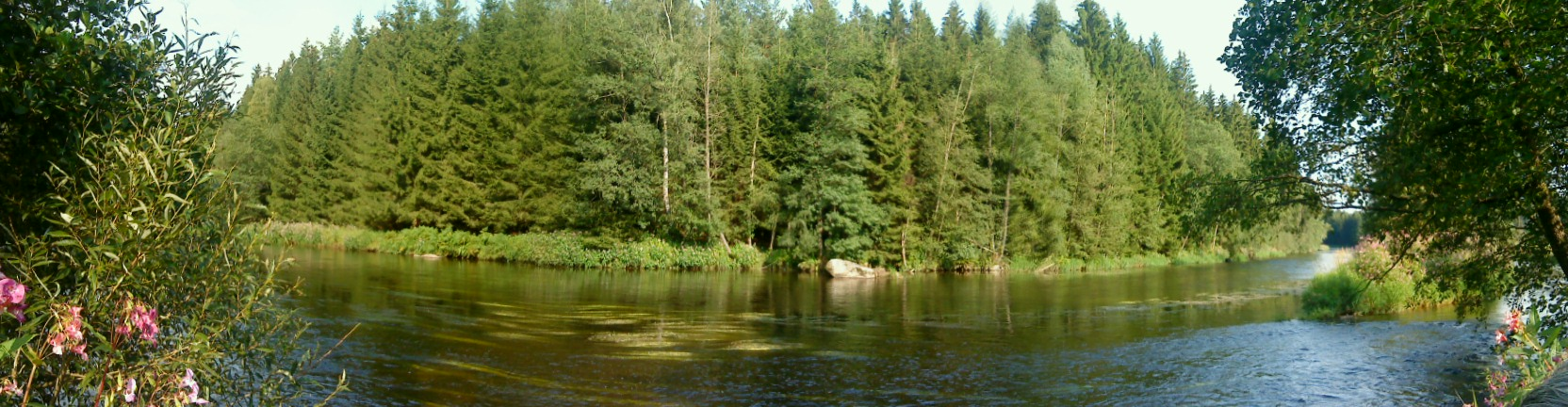
Panorama des Regens

Der Bayerische Wald findet seine zunächst nordwestliche, dann nordöstliche Fortsetzung durch Oberpfälzer Wald, Fichtelgebirge, Erzgebirge und Sudeten. Geologisch ist er als Südwestrand der Böhmischen Masse vom Böhmerwald jenseits der tschechischen Grenze und dem Sauwald auf österreichischer Seite nicht zu unterscheiden. Naturräumlich wird er mit dem Oberpfälzer Wald zur Haupteinheitengruppe Oberpfälzisch-Bayerischer Wald zusammengefasst.

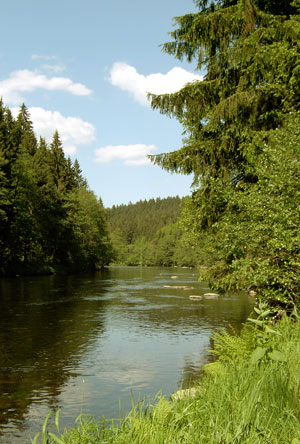
Der Fluss Regen

Der Einfachheit halber wird von einer Unterscheidung zwischen Böhmerwald (ursprünglich der Innere Bayerische Wald) und Bayerischer Wald abgesehen und stattdessen die ortsübliche Bezeichnung Bayerischer Wald für den gesamten Bereich des auf deutscher Seite gelegenen Mittelgebirgsraums angewandt, da im Sprachgebrauch der bayerischen Bevölkerung mittlerweile der Begriff Böhmerwald eher mit den in Tschechien liegenden Gebieten gleichgesetzt wird. Es wird lediglich zwischen dem Vorderen und Hinteren Bayerischen Wald unterschieden, wobei als Grenzlinie zwischen ihnen das Lineament des Bayerischen Pfahls anzusehen ist. In Nord-Süd-Richtung wird zwischen dem oberen und unteren Wald unterschieden.
Beim Bayerischen Wald handelt sich um die Wurzelzone eines altpaläozoischen Gebirges, dessen Ausgangsgesteine als spätproterozoisch bis silurisch eingestuft werden. Nach mehreren Phasen der Deformation und Metamorphose verwandelten sich die zumeist sedimentären, zum Teil aber auch plutonischen und vulkanischen Ausgangsgesteine im Laufe der Jahrmillionen in die heute anstehenden Gneise. Vor allem im Karbon und Frühperm wurden die Gneise von mächtigen Granitkörpern durchdrungen. Eine Sonderstellung haben lediglich im Norden das aus Glimmerschiefern aufgebaute Künische Gebirge und das Gabbro-Amphibolit-Massiv um Eschlkam und Neukirchen beim Heiligen Blut mit dem Hohen Bogen als südlichstem Ausläufer. In den Glimmerschiefern wurden fossile Sporen von frühen Landpflanzen gefunden, wahrscheinlich aus dem Formenkreis der Cooksonia-Gewächse, was eine Datierung auf mittleres Silur ermöglichte.
Eine wichtige Linie, die den Bayerischen Wald in zwei Teile teilt, stellt die etwa 150 km lange Störung des Pfahles dar. Ursprünglich als großräumige Verwerfung im Oberdevon bis Oberkarbon angelegt, wurde er im ausgehenden Paläozoikum und im Frühmesozoikum bruchtektonisch als Fiederspaltensystem reaktiviert, das durch das Eindringen hydrothermaler Lösungen mit Quarz verfüllt wurde. Auf weiten Strecken ragt diese Quarzmauer aufgrund der Festigkeit des Gesteins bis zu etwa 30 m über die Umgebung heraus. Nördlich des Pfahles findet man in der Hauptsache Gneise, südlich davon eher Granite und Migmatite.
Zwischen Regensburg und Passau fällt ein deutlicher Höhenunterschied zwischen den nordöstlichen Vorwaldbergen und der südwestlich gelegenen Donauebene („Gäuboden“) auf. Diese Trennlinie zwischen dem Tertiärhügelland und dem Bayerischen Wald wird durch den Donaurandbruch verursacht, eine geologische Störung zwischen dem abgesunkenen und unter tertiären bzw. quartären Überlagerungen des Molassebeckens gelegenen kristallinen Grundgebirge und dem nordwestlich dieser Linie noch sichtbaren Teil, der dem Bayerischen Wald zugehört.
Recht markant ist der Höhenunterschied zwischen der 300 bis 350 m hoch gelegenen Donauebene und den höchsten Gipfeln des Vorwaldes, zum Beispiel dem Einödriegel mit 1121 m, also immerhin 800 m Höhenunterschied auf nur wenigen Kilometern Horizontalentfernung. Aufgrund der Hebung des Bayerischen Waldes, von der auch der Neuburger Wald und der Sauwald betroffen war, kam es zu einem antezedenten Einschneiden der Flüsse Inn und Donau in diesen Bereich des kristallinen Grundgebirges und somit zur Ausbildung einer engen Talzone ab Pleinting donauabwärts ins Österreichische und südlich von Passau, wo sich der Inn ein tief eingeschnittenes Bett geschaffen hat.

### Eiszeitliche Formen

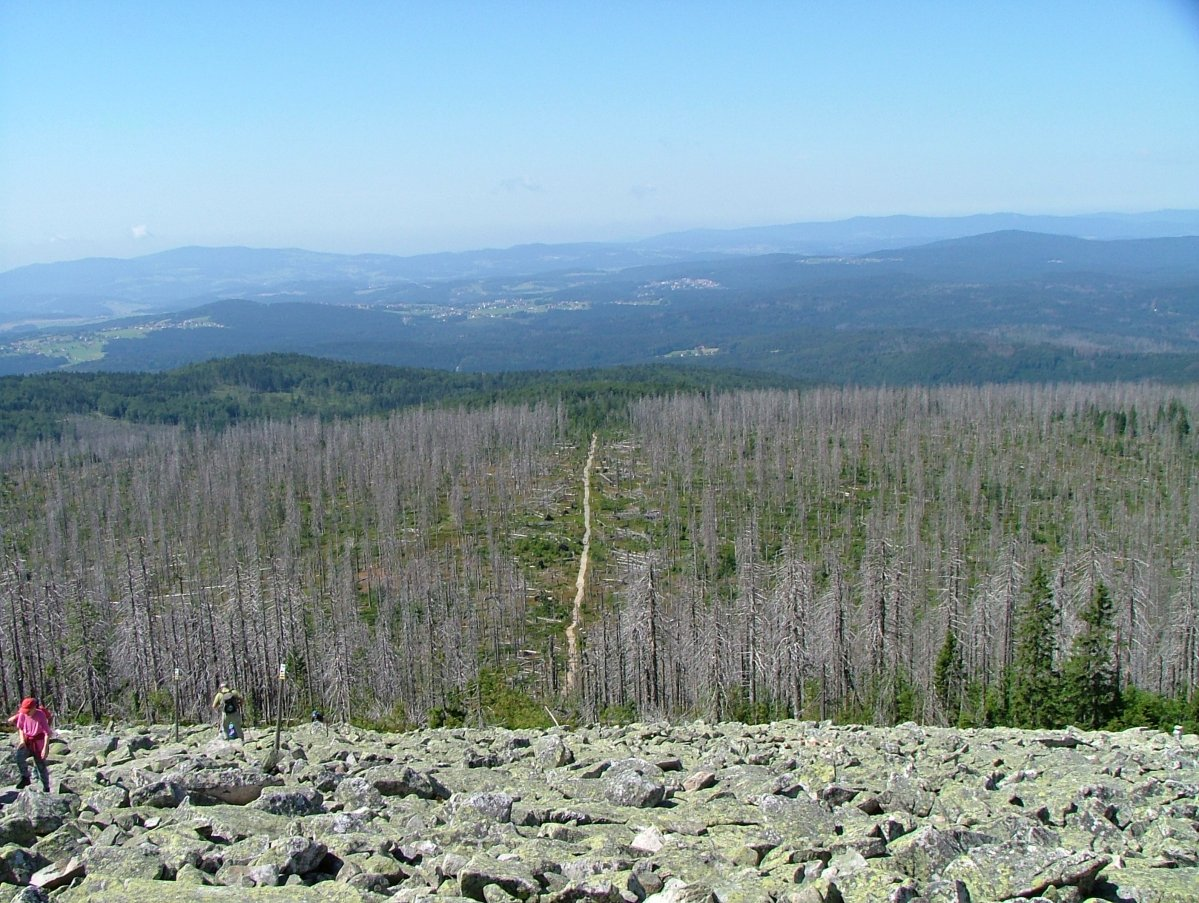
Blick vom Gipfel des Lusen auf den Aufstieg „Sommerweg“ im (Süd-)Westen

Während der Vordere Bayerische Wald in den Gipfelregionen nur wenig über 1000 m erreicht (beispielsweise Brotjacklriegel 1016 m, Einödriegel 1121 m, Breitenauriegel 1114 m, Vogelsang 1022 m, Hirschenstein 1092 m und Pröller 1048 m), liegen die Gipfelregionen im Hinteren Bayerischen Wald häufig über 1300 bis 1400 m (Plöckenstein 1378 m, Dreisesselberg 1333 m, Lusen 1371 m, Großer Rachel 1453 m, Kleiner Rachel 1399 m, Kaitersberg 1133 m, Großer Falkenstein 1315 m, Großer Osser 1293 m, Zwercheck 1333 m, Großer Arber 1456 m).
Insbesondere diese Regionen des Hinteren Bayerischen Waldes waren im Eiszeitalter von Schnee- und Eisfeldern bedeckt, die auch ihre Spuren hinterlassen haben. Hier waren auf den ausgedehnten Hochflächen eher ausgedehnte Verfirnungen als lange Gletscherzungen anzutreffen. Die Mächtigkeit des Gletschereises auf 1050 m Höhe lag bei etwa 125 m. Dort, wo sich die Gletscher einen Weg ins Tal bahnten, trifft man noch heute auf glazial bedingte Formen, wie Kare, Karoide und Karseen (Großer Arbersee, Kleiner Arbersee, Rachelsee) sowie Moränenwälle.

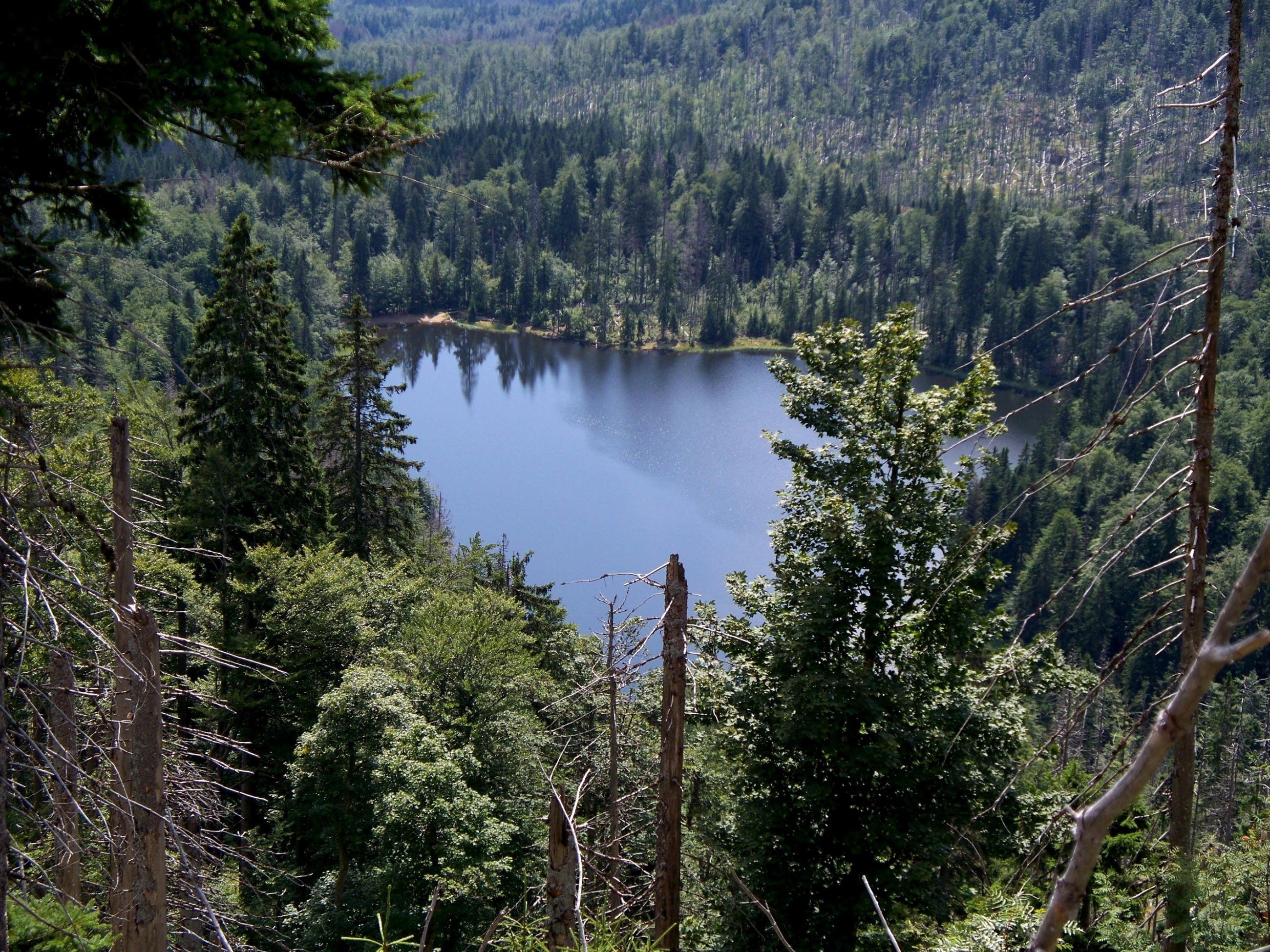
Rachelsee

Das Gletscherende lag zum Beispiel in der Nähe des großen Arbersees auf ca. 850 m Höhe, das Zungenende des nördlich ausgerichteten Gletschers hinab zum kleinen Arbersees bei ca. 830 m Höhe. Demnach gab es einen beträchtlichen Höhenunterschied von über 600 m von den Gipfelregionen bis zu den Endmoränen. Weitere Gletscherzungen flossen vom Großen Rachel herab. Auch hier gibt es Kare und Karoide, die auf die eiszeitliche Vergletscherung schließen lassen.

### Klima
Die alte Volksweisheit „Dreiviertel Jahr Winter, viertel Jahr kalt“ schert das Klima im Bayerischen Wald allzu sehr über einen Kamm. Sie stammt aus einer Zeit, in der vorwiegend landwirtschaftliche Interessen das Denken der Menschen prägten.
In Wirklichkeit ist das Klima der Region sehr vielschichtig und hängt stark von der Höhenlage ab, die immerhin von 300 bis über 1400 m reicht. Es gibt im Bayerischen Wald Schneehöhen von bis zu 3 Metern. Auf der anderen Seite befindet sich östlich von Regensburg das kleinste Weinbaugebiet Bayerns.
Weiterer Einflussfaktor ist die vorherrschende Großwetterlage. Der Bayerische Wald liegt im Übergangsbereich zwischen mitteleuropäischem und kontinentalem Klima. Überwiegt der kontinentale Typ, bedeutet das im Winter kalte und trockene Lagen mit Minustemperaturen bis unter −30 °C. Die Sommer sind dann trocken und warm mit gelegentlichen Gewittern an den Hauptkämmen.
Bei überwiegend atlantischem Einfluss dominieren im Winter Tiefdruckwetterlagen, die an den nach Südwesten gerichteten Hängen oft enorme Neuschneemengen im Gepäck haben. Im Sommer ist es mäßig warm mit vielen Gewitterschauern.
Allgemein ist zu sagen, dass der kontinentale Einfluss von West nach Ost zunimmt. Der Böhmerwald im Osten ist trockener und kälter, der Bayerische Wald weist höhere Niederschläge und insgesamt höhere Temperaturen auf.

#### Niederschläge
An den Rändern des Bayerischen Waldes bis zu den Gipfellagen steigen die durchschnittlichen Niederschlagsmengen aufgrund des Steigungsregens und vermehrter Gewitterneigung in den Sommermonaten rasch an und erreichen in den Höhenlagen 1300 bis 1400 mm im Jahr. Im höher gelegenen Hinteren Bayerischen Wald sind die Niederschläge mit etwa 1500 bis 1600 mm noch höher anzusetzen als im Vorderen.
Allgemein jedoch sind die hier gemessenen Niederschlagswerte aufgrund der östlicheren, kontinentaleren Lage des Bayerischen Waldes niedriger als beispielsweise in den vergleichbaren Regionen der Vogesen und des Schwarzwaldes. Wegen der Leelage des Regentales werden dort nur zwischen 800 mm und 900 mm erreicht. An der Südwestseite des Vorderen Bayerischen Waldes sind es zwischen 1000 mm und 1200 mm. Ein weiterer Grund ist die Streichrichtung des Gebirges, die nur selten zu echtem Steigungsniederschlag mit im 90°-Winkel dazu verlaufenden Windrichtungen führt.

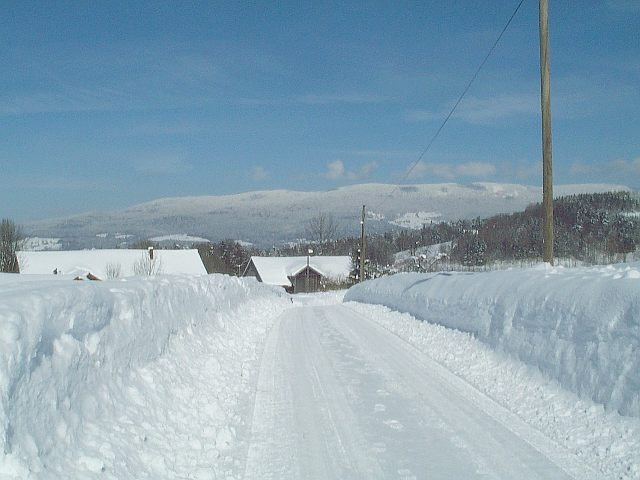
Blick auf den Dreisesselgebirgszug von Süden

#### Temperaturen
Die Luft im gesamten Gebiet ist außergewöhnlich trocken; Werte um 35 % relativer Luftfeuchte treten häufig auf.
Die Jahresmitteltemperaturen liegen in den Gipfellagen zwischen 3 °C und 4 °C, in den Tallagen zwischen 6,5 °C und 8 °C. Eine Besonderheit sind regionale Kaltluftseen in windgeschützten Tallagen. Nicht selten treten dort auch im Frühsommer noch Nachtfröste auf. Regelmäßig lässt sich dieser Effekt an der Meteomedia-Wetterstation Klingenbrunn-Bahnhof in der Gemeinde Spiegelau und an der Station Haidmühle beobachten.
Typisch für das kontinentale Klima ist auch die hohe Anzahl an Sommertagen mit Temperaturen über 25 °C. In den Tallagen werden im langjährigen Durchschnitt zwischen 35 und 45 solcher Sommertage verzeichnet.
Der Bayerische Wald war für seinen Schneereichtum bekannt. Dies galt speziell für die mittleren Lagen über 700 m und die höheren Lagen über 1000 m. In den Kammlagen des (Vorderen) Bayerischen Waldes hielt sich die Schneedecke bis zu 120 Tage und im Böhmerwald bis zu 180 Tage. In schneereichen Wintern konnte dort die Schneehöhe über 250 cm betragen. In den Tallagen unter 600 m und speziell im Regental wurden hingegen nur 60 (Raum Viechtach) bis 100 Tage (Raum Zwiesel) mit einer Schneedecke verzeichnet. Auch die Schneehöhen erreichten dort selten mehr als 30 cm. Erstmals im Jahr 2020 war, abgesehen von den Höhenlagen, nahezu keinerlei anhaltende Schneedecke zu verzeichnen.
Der Einflussbereich des Alpenföhns reicht oft bis an den Donaulauf und den Bayerischen Wald heran. Besonders an klaren Herbsttagen mit starkem Föhn ist deshalb von den Bergen des Bayerischen Waldes die Kette der Alpen zu erkennen.

### Städte
Die größten Städte im Bayerischen Wald (nach der naturräumlichen Gliederung) sind:
1. Passau (52.803 Einwohner)
2. Deggendorf (33.721 Einwohner)
3. Cham (16.990 Einwohner)
4. Hauzenberg (11.703 Einwohner)
5. Regen (10.888 Einwohner)
6. Waldkirchen (10.826 Einwohner)

## Geschichte
In drei Länder greift dieses Waldgebiet aus: Den in Tschechien liegenden Böhmerwald, den Bayerwald oder Bayerischen Wald und in einen Teil des Mühlviertels in Oberösterreich. Bevor die Geschichte dieses Waldgebiets näher ausgeleuchtet wird, ist vorauszuschicken, dass der Begriff „Bayerischer Wald“ erst im frühen 19. Jahrhundert geprägt wurde (man nimmt an, zu touristischen Zwecken, um ein abgestecktes Gebiet begrifflich genauer eingrenzen zu können). Vorher gab es für diese Waldregion keine unterschiedlichen Bezeichnungen, sie war für Bewohner hüben wie drüben der Böhmerwald, oder noch gebräuchlicher, einfach „der Woid“.

### Kelten- und Römerzeit
Das Gebiet des Bayerischen Waldes wird bereits im Altertum bei verschiedenen Autoren erwähnt. Der griechische Geograf Ptolemäus bezeichnet das Waldgebiet als Gabreta hyle. Dieser Name wird mehrheitlich auf kelt. *kapr für Steinbock zurückgeführt. Archäologische Funde der Hallstatt- und Latènezeit fehlen auf dem Gebiet des Bayerischen Waldes fast vollständig, auch sind keinerlei römische Niederlassungen nachgewiesen.
Der heutige Name und die Bezeichnung Bayern lassen sich auf den Stammesnamen der Bajuwaren, germ. *baio-warioz zurückführen, dieser wiederum auf den keltischen Stamm der Boier. Belegte Personen- und Ortsnamen sind Boiorix („König der Boier“) sowie Boiodurum und Boiotro (ein keltisches Oppidum und römisches Kastell im heutigen Passau). Ein weiterer Nachhall findet sich im Gebietsnamen Böhmen (von germ. *boio-hemum > lat. boihaemum = Heim der Boier). Der römische Geschichtsschreiber Tacitus schreibt in seiner Germania (entstanden nach 98 n. Chr.): „manet adhuc Boihaemi nomen significatque loci veterem memoriam quamvis mutatis cultoribus“, übersetzt: „Geblieben ist noch jetzt der Name Boihaemum und bewahrt so die Erinnerung an die Vergangenheit des Landes, wenn auch mit geänderten Bewohnern“. Denn der im heutigen Ostbayern ansässige Stammesteil der Boier waren zu dieser Zeit wohl bereits von den Markomannen assimiliert.
Wenngleich eine durchgehende Besiedelung des Gebiets als gesichert gelten kann, lassen sich die heutigen Bewohner nicht ohne weiteres auf die Urbevölkerung zurückführen.

### Ursprünglich „Böhmerwald“
Der Name Böhmerwald ist also uralt und auch gut tausend Jahre eher bezeugt als die slawische Bezeichnung „Čechy“. Die Baiern selbst nannten den großen Grenzwald im Norden ihres neuen Siedlungsgebietes ursprünglich nur „Nordwald“, was aus einer Urkunde König Ludwigs des Deutschen aus dem Jahre 853 hervorgeht. Später ist davon auch in der Niedernburger Schenkungsurkunde von 1010 die Rede, wo die Formulierung „silva quae vocatur Nortuualt“ zu lesen ist. Aber allmählich verschwand der Begriff vom Nordwald und wurde, ersichtlich in allen frühen Kartenwerken, als „Bohemica silva“ bezeichnet. Herauszugreifen ist da eine Deutschlandkarte aus dem Jahre 1491 von Nikolaus Cusanus, in der die Gegend von Passau und seinem nördlichen Grenzbirge verallgemeinernd „silva et montes Bohemia“ (Wald und Berge Böhmens) genannt wird. Und Johannes Thurmair, genannt Aventin (1477 bis 1534), zeichnet in seiner Karte von „Obern vnd Nidern Bairn“ von 1523, der ersten Landkarte von ganz Bayern, den „behemisch waldt“ nördlich der Donau ein, und zwar mit dem Zusatz „Hercynie et Boiernie pars“ woraus hervorgeht, dass der Böhmerwald in diesem Dokument nicht bloß ein Teil Böhmens ist. Dann berichtet der Kartograf Sebastian Münster in der bekannten Weltbeschreibung „Cosmographey“ von 1544, dass mit dem Böhmerwald sogar das gesamte rautenförmige Ringgebirge gemeint ist, das das Böhmische Becken um Prag gleichsam einer Mauer umschließt (was aber unter heutigen Historikern umstritten ist).
Die Besiedelung des Urwaldes erfolgte von bayerischer Seite seit dem Mittelalter vor allem durch die Donauklöster, wie etwa Niederaltaich oder Metten. Diese erweiterten ihren Einflussbereich über die spätere Grenzlinie hinaus in den Böhmerwald. Der östliche Teil des Bayerischen Waldes (östlich von Ilz und Sagwasser) befand sich seit etwa 1010 in Passauer Besitz. Im 13. Jahrhundert konnte sich das Hochstift Passau vom Herzogtum Baiern lösen und war von da an ein weitgehend selbständiger geistlicher Staat innerhalb des Heiligen Römischen Reichs. Erst infolge der Säkularisation in Bayern fiel das Gebiet 1805 an Bayern. Eine wichtige Lebensader des Passauer Landes war der Goldene Steig. Auf ihm wurde Böhmen mit Salz aus den Salinen des Ostalpenraums versorgt. Der von Passau ausgehende Saumweg entwickelte sich im 16. Jahrhundert zum bedeutendsten Handelsweg Süddeutschlands. Ebenfalls von Bedeutung war im Gebiet des Bayerischen Waldes seit dem Mittelalter die Glaserzeugung. Eine Blütezeit erlebte sie im 18. und 19. Jahrhundert durch ihre Verbindung mit den Glashütten im Böhmerwald.

### DerBayerischeWald
Erst im 19. Jahrhundert, als nach der Säkularisation das Hochstift Regensburg und das Hochstift Passau an Bayern gefallen und damit das diesseitige Gebiet des Waldgebirges von Regensburg bis Passau durchgehend bayerisch geworden war, entstand der Begriff Bayerischer Wald, der 1829 von Johann Daniel Albrecht Höck in seiner Beschreibung des Unterdonaukreises als Landschaftsname eingeführt wurde. Das maßgebende Buch Der bayrische Wald (Böhmerwald) von Bernhard Grueber und Adalbert Müller aus dem Jahr 1846 beinhaltete bereits die bis heute fortbestehende Begriffsunsicherheit. Dort wird zunächst der Böhmerwald als einheitliches Gebirge beschrieben, wovon Österreich den eigentlichen Böhmerwald und den österreichischen besitze, Bayern dagegen den oberpfälzischen und den bayerischen Wald. Diese Abtrennung des Bayerischen Waldes allein durch die Landesgrenze vom „eigentlichen“ Böhmerwald bildet seit jeher ein Problem, da es geomorphologisch keine der Landesgrenze folgende Trennlinie gibt.
Der „Deutsche Schulatlas“, erschienen 1910, trifft in dieser Frage daher folgende Unterscheidung: Lediglich die Landschaft zwischen Regensburg und Passau wird dort als „Bayerischer Wald“ bezeichnet. Die Region auf beiden Seiten entlang der Grenze zum heutigen Tschechien wird – ausdrücklich und eindeutig auch die Flächen auf deutschem Gebiet – ausschließlich „Böhmerwald“ genannt.
Dennoch wurde seit dem Ersten Weltkrieg zunehmend auf einer Unterscheidung bestanden. Am 12. Mai 1930 kritisierte die Bayerische Waldzeitung unter der Überschrift „Mangelndes Geographiewissen“ das Kreuzworträtsel einer nicht näher benannten Münchener Wochenzeitschrift, worin nach einem „Berg im Böhmerwald“ gefragt wurde, worauf sich als Antwort das Wort „Arber“ ergab:
„Der Verfasser dieses Rätsels weiß entweder nicht, dass sich der Arber, der König des Bay. Waldes, auf bayerischem Gebiete befindet, oder er kennt den Unterschied zwischen Bayerischer Wald und Böhmerwald nicht.“
Besonders nach dem Zweiten Weltkrieg wurde der Begriff Böhmerwald für das diesseits der Grenze liegende Gebiet von den bayerischen Behörden konsequent vermieden. Einen wichtigen Anteil hatte dabei das von 1948 bis 1951 in Landshut beheimatete Amt für Landeskunde, dessen Einteilung im ab 1953 erschienenen Handbuch der naturräumlichen Gliederung Deutschlands bis heute maßgebliche Grundlage aller naturräumlichen und ähnlichen Gliederungen ist. Am 15. November 1950 kam es zu einer offiziellen Vereinbarung, wonach die Bezeichnung Böhmerwald auf die außerhalb der deutschen Staatsgrenzen liegenden Gebirgsteile beschränkt werden sollte. Innerhalb Bayerns sollte das betreffende Gebiet Hinterer Bayerischer und Hinterer Oberpfälzer Wald heißen. Diese Sprachregelung hat sich besonders in Bayern durchgesetzt, während sie aber aus geografisch-geologischen Gründen mit Vorbehalt aufgenommen wird. Besonders auf überregionalen Karten wird der Begriff Bayerischer Wald meist auf das Vorgebirge (den nach anderer Auffassung Vorderen Bayerischen Wald) beschränkt und so der Bayerische Wald physikalisch vom Böhmerwald unterschieden.

## Nationalparks
Im Bereich des „Inneren Bayerischen Waldes“ liegt zwischen Lusen und dem Großen Falkenstein der Nationalpark Bayerischer Wald, der erste Nationalpark Deutschlands. Er wurde 1970 vom Freistaat Bayern mit zunächst 130 km² gegründet und 1997 mit der Staatswaldregion zwischen Großem Rachel und Großem Falkenstein auf 240 km² erweitert. Der Park umfasst einige Gebiete mit dichtem „Urwald“ (in Mitteleuropa gibt es nur zwei kleine Bereiche, die noch Urwald sind, aber nicht in Deutschland), kleinen Seen und Hochmooren (die oft Hochmoor genannt werden) und reicht von etwa 700 m bis hinauf in die Hochlagen um 1450 m.
Mit dem tschechischen Nationalpark Šumava bildet er das größte zusammenhängende Waldgebiet Mitteleuropas. Schonung und Klima ließen in 35 Jahren ungewohnte, vielfältige Naturwälder heranwachsen, nachdem die Bergfichten-Hochwälder der südwestlichen Hänge gegen Mitte des 20. Jahrhunderts von Luftverschmutzung und dem Borkenkäfer großteils vernichtet worden waren.
Daher gibt der Nationalpark als Anziehungspunkt des Tourismus zugleich Anschauung in Naturkunde, Umweltschutz und Kulturgeschichte. Dazu dienen vor allem die beiden Besucher-Informationszentren „Hans-Eisenmann-Haus“ in Neuschönau und „Haus der Wildnis“ in Ludwigsthal am Fuße des Großen Falkensteins mit ihren weitläufigen Freigehegen, in denen die Besucher u. a. Bären, Luchse, Wölfe, Wildschweine, Wildpferde oder Urrinder sehen können.
Die Routen der „Igelbusse“, Wanderwege und Steige bieten ein Netz von 300 km Länge und dennoch Raum für 30 Wildtierarten.

## Naturparks
Der Naturpark Bayerischer Wald umfasst ein Gebiet nördlich der Donau bis zum Grenzkamm nach Tschechien und wird zu einem großen Teil vom Landkreis Regen bestimmt. Trägerorganisation ist der „Naturpark Bayerischer Wald e. V.“ mit Sitz in Zwiesel. Er besteht seit 1967 und ist damit einer der ältesten Naturparks in Bayern. Er ist nicht zu verwechseln mit dem Nationalpark Bayerischer Wald. Nordwestlich schließt daran der Naturpark Oberer Bayerischer Wald an.

## Sehenswürdigkeiten
Zu den Sehenswürdigkeiten im Bayerischen Wald gehören unter anderem:

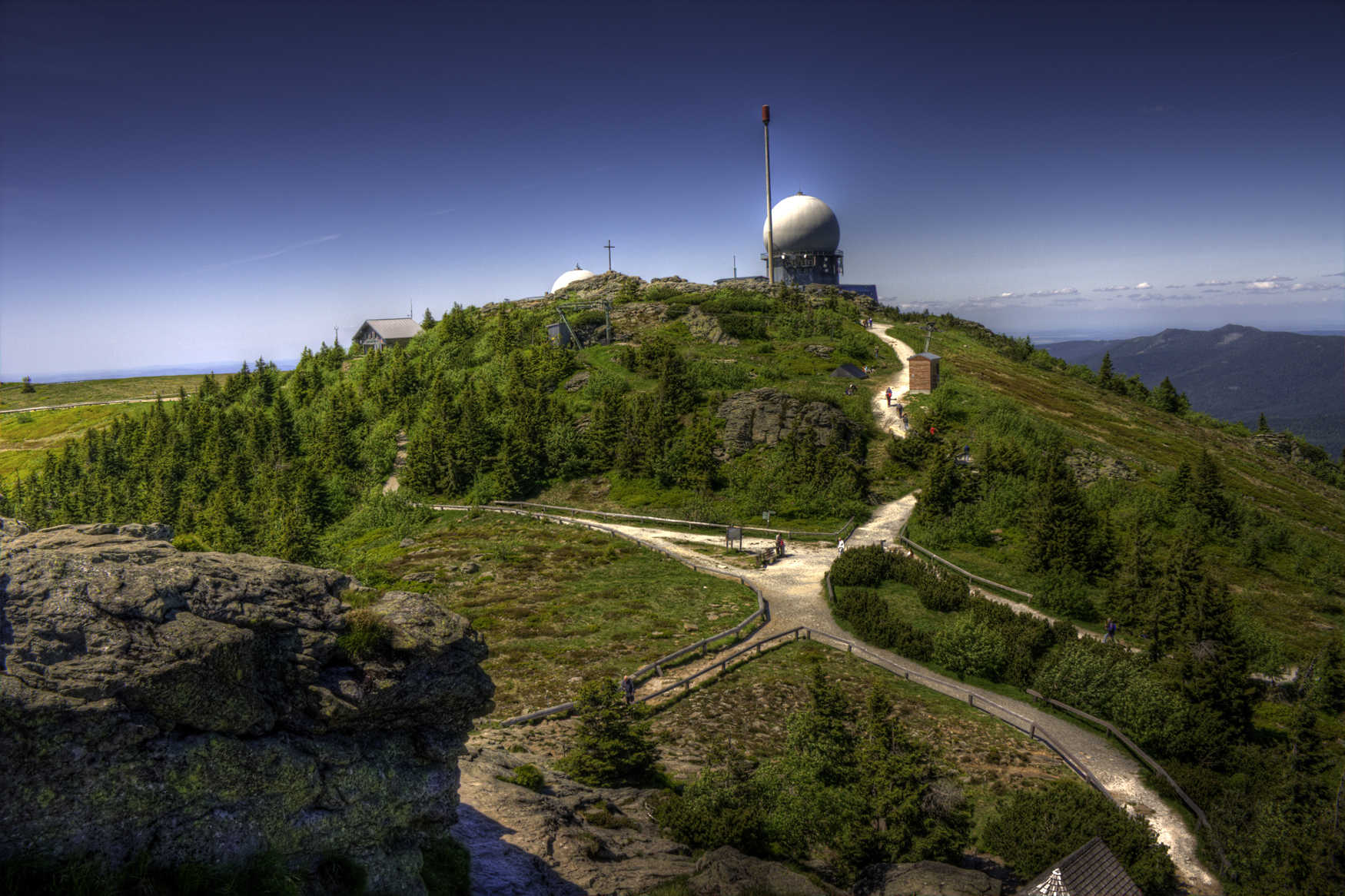
Gipfel des Großen Arbers mit Gipfelkreuz und Radom

| - Informationszentrum des Nationalparks in Neuschönau - Informationszentrum des Nationalparks in Ludwigsthal Natur: - Pfahl, 150 km lange Felsformation - Teufelstisch bei Bischofsmais - Buchberger Leite zwischen Freyung und Ringelai - Höllbachgspreng am Großen Falkenstein - Schachten, ehemalige Weideflächen im Nationalpark, zwischen dem Falkenstein und dem Rachel gelegen - Saußbachklamm bei Waldkirchen - Tal der Ilz - Kleiner und Großer Arbersee - Wildpark in Ludwigsthal - Bayerwald-Tierpark in Lohberg - Tierfreigelände bei Neuschönau - Trinkwassertalsperre Frauenau Aussichtsturm/-plattform: - Baumwipfelpfad im Nationalpark Bayerischer Wald bei Neuschönau - Waldwipfelweg Sankt Englmar–Maibrunn bei Sankt Englmar - Aussichtsplattform auf ehemaligem Abhörturm des Schwarzriegels (Hoher Bogen) nahe Rimbach - Aussichtsturm auf dem Haidel (Gemeinde Grainet) - Aussichtsturm auf dem Brotjacklriegel (Gemeinde Schöfweg) | Kultur: - Keltendorf Gabreta bei Ringelai - Museumsdorf Bayerischer Wald am Dreiburgensee - Freilichtmuseum Finsterau - Burgruine Weißenstein bei Regen mit dem „Gläsernen Wald“ - Jagd- und Fischereimuseum Schloss Wolfstein in Freyung - Landwirtschaftsmuseum in Regen - Waldmuseum in Zwiesel - Glasmuseum Frauenau in Frauenau - Kirche Maria Himmelfahrt in Frauenau - Galerie Wolfstein in Freyung - historisches Silber- und Flussspatbergwerk „Fürstenzeche“ in Lam - Bergwerk am Silberberg bei Bodenmais - Baptist-Kitzlinger-Skisprungschanzen in Breitenberg - Herz-Jesu-Kirche in Ludwigsthal (Lindberg) - Ehemalige Klosterkirche Rinchnach - Burgruine Runding (ehemals größte Burganlage des Bayerischen Waldes) - Ilztalbahn, reaktivierte Eisenbahnstrecke - Granitzentrum Hauzenberg |

## Berge
Zu den Bergen im Bayerischen Wald gehören alphabetisch sortiert – mit Höhen in Meter (m) über Normalhöhennull (NHN):
- Almberg (1142 m)
- Alzenberg (1100 m)
- Arber, Großer (1456 m)
- Arber, Kleiner (1384 m)
- Aschenstein (945 m)
- Bernhardsnagel (896 m)
- Bistand (865 m)
- Büchelstein (831 m)
- Breitenauriegel (1116 m)
- Brotjacklriegel (1016 m)
- Burgstall (976 m)
- Dreisesselberg (1333 m)
- Dreitannenriegel (1090,2 m)
- Eckstein (1073 m), siehe Hoher Bogen
- Eschenberg (1043 m)
- Einödriegel (1120,6 m)
- Enzian (1285 m)
- Falkenstein, Großer (1315 m)
- Falkenstein, Kleiner (1190 m)
- Farrenberg (1203 m)
- Friedrichsberg (934 m)
- Fürberg (880 m)
- Gallner (709 m)
- Geißkopf (1097,4 m)
- Geißlstein (920 m)
- Geißriegel (1046 m)
- Grandelberg (1010 m)
- Gsengetstein (952 m)
- Guntherstein (ca. 700 m)
- Hadriwa (922 m)
- Hahnenbogen (1257 m)
- Hahnenriegel (1108 m)
- Haibühler Spitz (1047 m)
- Haidel (1165,6 m)
- Haidstein (742 m)
- Harlachberger Spitz (913 m)
- Hausstein (917 m)
- Hennenkobel (965 m)
- Hessenstein (878 m)
- Heugstatt (1261 m)
- Hindenburgkanzel (1049 m)
- Hirschberg (1039 m)
- Hirschenstein (1095 m)
- Hochberg (Sankt Englmar) (1025 m)
- Hochberg (Bayerisch Eisenstein) (943 m)
- Hochstein (Arbermassiv) (1132 m)
- Hochzellberg (1208 m)
- Hoher Bogen (1079 m)
- Hoher Filzberg (1279 m)
- Hoher Stein (1042 m), siehe Kaitersberg
- Hohlstein (1196 m)
- Hörndl (1015 m)
- Kaitersberg (1133 m)
- Kanzel (1011 m)
- Käsplatte (979 m)
- Kiesruck (1265 m)
- Klausenstein (1048 m)
- Knogl (1056 m)
- Kreuzfelsen (998,5 m)
- Kronberg (984 m)
- Lackenberg (1337 m)
- Lichtenberg (1030 m)
- Lusen (1373 m)
- Mittagsplatzl (1340 m)
- Mittagstein (1034 m)
- Mühlriegel (1080 m)
- Oberfrauenwald (947 m)
- Ödriegel (1156 m)
- Osser, Großer (1293 m)
- Osser, Kleiner (1266 m)
- Plattenhausenriegel (1376 m)
- Bayerischer Plöckenstein (1365 m)
- Predigtstuhl (1024 m)
- Pröller (1048 m)
- Rachel, Großer (1453 m)
- Rachel, Kleiner (1399 m)
- Rauher Kulm (1050 m)
- Riedelstein, Großer (1132,9 m)
- Riedelstein, Kleiner (1042 m)
- Riesberg (Bayerischer Wald, Lindberg) (934 m)
- Riesberg (Bayerischer Wald, Viechtach) (882 m)
- Riesberg (Bayerischer Wald, Rattiszell) (602 m)
- Rollmannsberg (1042 m)
- Rote Höhe (1050 m)
- Ruhmannsberg (863 m)
- Rukowitzberg (1269 m)
- Rusel (856 m)
- Schwarzeck (1238 m)
- Schwarzkopf (1060 m)
- Schwarzriegel (1079 m), siehe Hoher Bogen
- Scheuereckberg (1196 m)
- Siebensteinkopf (1263 m)
- Silberberg (955 m)
- Sommerberg (815 m)
- Staffelberg (793 m)
- Steinberg (830 m)
- Steinbühler Gesenke (1044 m), siehe Kaitersberg
- Steinfleckberg (1341 m)
- Sternknöckel (818 m)
- Sulzberg (1146 m)
- Sulzriegel (1261 m)
- Teufelstisch (901 m)
- Vogelsang (1022 m)
- Wagensonnriegel (959 m)
- Wagnerspitze (1125 m)
- Waldhäuserriegel (1151 m)
- Weigelsberg (898 m)
- Wolfgangriegel (876 m)
- Zwercheck (1333 m)

### Bildbände
- Franz X. Bogner: Bayerischer Wald und Böhmerwald aus der Luft. Lang Edition, Freyung 2011, ISBN 978-3-942509-06-0.

### Wissenschaftliche Werke
- Karl-Friedrich Sinner, Günter Moser: Waldwildnis grenzenlos. Nationalpark Bayerischer Wald, Buch & Kunstverlag Oberpfalz, Amberg 2007 (2. Aufl.), ISBN 3-935719-37-X.
- Bernhard Grueber, Adalbert Müller: Der bayrische Wald (Böhmerwald), Regensburg 1846, Neudruck 1993, Grafenau, Morsak Verlag, ISBN 3-87553-415-8.
- Georg Troll: Mineralvorkommen im östlichen Bayerischen Wald. In: Der Aufschluss, Sonderband 31, 152 S. plus geol. Karte, VFMG, Heidelberg 1981, ISSN 0519-4334[17]
- Werner J. Patzelt: Jugend im Bayerischen Wald. Profil einer Generation (= Regionale Forschungen. Band 1). Wissenschaftsverlag Rothe, Passau 1992, ISBN 3-927575-07-0.

### Literarische Werke
- Adalbert Stifter: Der Hochwald. Erstauflage 1841, im Internet: Der Hochwald Originaltext im Projekt Gutenberg-DE
- Adalbert Stifter: Witiko. Erstauflage 1865